# شییان
شییان (به لاتین: Shiyan) یک شهر مرکزی در جمهوری خلق چین است که در هوبئی واقع شده‌است. شییان ۱٬۰۲۲ کیلومتر مربع مساحت و ۳٬۳۴۰٬۸۴۱ نفر جمعیت دارد.

## خواهرخوانده
شهر کرایووا خواهرخواندهٔ شییان هست.